# Маневицька районна рада
Мане́вицька райо́нна ра́да — орган місцевого самоврядування Маневицького району Волинської області. Розміщується в селищі міського типу Маневичі, котре є адміністративним центром Маневицького району.

## VII скликання

### Склад ради
Загальний склад ради: 34 депутати.
Виборчий бар'єр на чергових місцевих виборах 2015 року подолали місцеві організації семи політичних партій. Кількість депутатських місць в розрізі політичних партій: БПП «Солідарність» та Всеукраїнське об'єднання «Батьківщина» — по 9; УКРОП — 4, Радикальна партія Олега Ляшка, Аграрна партія України, Всеукраїнське об'єднання «Свобода» та Об'єднання «Самопоміч» — по 3 депутати.
За інформацією офіційної сторінки, станом на червень 2020 року в раді працюють п'ять постійних депутатських комісій:
- з питань бюджету, фінансів, використання майна спільної власності територіальних громад сіл і селищ району;
- з питань депутатської діяльності та етики, законності, боротьби зі злочинністю, взаємодії з органами місцевого самоврядування та засобами масової інформації;
- з питань охорони здоров'я, соціального захисту та з питань, пов'язаних з ліквідацією наслідків Чорнобильської катастрофи;
- з питань освіти, культури, гуманітарної політики, міжнародного співробітництва та туризму;
- з питань економічного розвитку, інвестицій, земельних відносин та використання природних ресурсів.

### Керівний склад
19 листопада 2015 року, на першій сесії Маневицької районної ради VII скликання, головою районної ради обрано депутата від БПП «Солідарність» Анатолія Миколайовича Мельника, тодішнього заступника голови Маневицької районної державної адміністрації. Заступником голови ради обрали представника «Батьківщини» Ігоря Терещенка.

## Колишні голови ради
- Остапець Микола Прокопович[3]
- Бубнюк Євген Євгенович — 1998—2002 роки[4]
- Зінчук Петро Романович — 2010—2014 роки
- Веремчук Людмила Володимирівна — 2014—2015 роки